# Военная служба
Военная служба — особый вид государственной службы, представляющий собой профессиональную служебную деятельность граждан государства (либо лиц без гражданства в некоторых государствах, таких как Россия, США, Франция и другие) на воинских должностях в вооружённых силах, других войсках, воинских (специальных) формированиях и органах, осуществляющих функции по обеспечению обороны и безопасности государства.
Главной задачей военной службы является защита и оборона государства, страны и общества. Большинство государств, использующих систему добровольного и обязательного воинского призыва, призывают на службу только мужчин. Некоторые государства, такие как Северная Корея, Норвегия, Швеция, Греция, Израиль, Эритрея, Тайвань, Малайзия, Ливия и Перу призывают как мужчин, так и женщин. В 1995 году Генеральный Секретарь ООН вместе с разными правительственными и неправительственными организациями призвал к «запрещению любых форм привлечения к военной службе и участия в конфликтах детей моложе восемнадцати лет», что получило среди некоторых название позиции «Строго после 18 лет». Некоторыми государствами, например США (см. ниже) эта позиция нарушается.

## Формы прохождения военной службы
С древних времён, во многих государствах мира, было установлено обязательное прохождение военной службы, так в Римском войске было установлено что каждый гражданин нёс полевую службу с 17 до 45-летнего возраста, а гарнизонную до 60 лет, причём обязательно было участие в двадцати походах. Во времена Римской империи правительством было учреждено постоянное войско, размещённое по провинциям, и солдаты служили в нём по 20 лет. Римский император Август установил предельный срок прохождения действительной военной службы для получения солдатами прав ветерана, так в пехоте срок составлял 20 лет, а в коннице — 10 лет. Получив права ветерана солдаты Римской империи освобождались от всякого рода работ, были избавлены от телесных наказаний.
Со временем развития цивилизаций происходили и изменения в прохождении военной службы в государствах мира, в мирное и военное время. Так в Норвегии Стортинг, в октябре 2014 года, изменил закон и распространил всеобщую воинскую повинность и на женщин, согласно которому они в возрасте от 19 до 44 лет подлежат обязательному призыву на воинскую службу на срок от семи до девятнадцати месяцев.
Служба по контракту, на мирное время, является единственной формой комплектования вооруженных сил во многих государствах. Она существует и в государствах, в которых действует всеобщая воинская обязанность. Профессиональные солдаты, по мнению некоторых, лучше призывников справляются с обслуживанием и использованием сложного вооружения и военной техники.
В отличие от крепостного права, обязанность служить государству и право государства на мобилизацию не были отменены во многих государствах. Но после окончания Холодной войны многие государства приостановили всеобщую воинскую обязанность на мирное время. Угроза крупномасштабной войны значительно уменьшилась, а для локальных военных конфликтов относительно малочисленная профессиональные армия, авиация и флот подходит лучше, чем призывные, если уже набирается «достаточное» количество участников волонтёрами.
Началом прохождения военной службы в ВС России считается:
- для граждан, не пребывающих в запасе ВС, призванных на военную службу, — день присвоения воинского звания Рядовой;
- для граждан (иностранных граждан), поступивших на военную службу по контракту, — день вступления в силу контракта;
- для граждан, поступивших в военно-учебные заведения и не проходивших военную службу или прошедших военную службу ранее, — день зачисления в указанные учебные заведения.

## Военная служба в США и России

### США
Комплектование североамериканских вооружённых сил осуществляется на добровольной основе. На службу принимаются граждане США, граждане других государств, постоянно проживающие в США, имеющие хотя бы среднее образование. Призыв, на мирное время, в ВС отменён, однако, на случай его возобновления Министерство обороны ведет постоянный воинский учёт мужчин в возрасте от 18 до 25 лет — как граждан США, так и обладателей вида на жительство. В настоящее время на воинском учёте в США состоят около 14 000 000 человек.
Постановка на воинский учёт является обязательной. Граждане США, не состоящие на воинском учёте, могут быть подвергнуты штрафу в размере 250 000 долларов, либо отказу в ряде льгот, невозможности поступления на государственную службу и так далее.
Минимальный возраст кандидата для прохождения военной службы — 18 лет (17 лет при согласии родителей). Максимальный возраст приёма на службу зависит от вида вооружённых сил и рода войск вида ВС и принадлежности к регулярным силам или резервным компонентам (регулярные ВВС, регулярная береговая охрана — 27 лет, регулярная морская пехота, резерв морской пехоты — 28 лет, резерв ВВС, ВВС национальной гвардии, регулярные ВМС — 34 года, резерв сухопутных войск, резерв ВМС, резерв береговой охраны — 39 лет, регулярные сухопутные войска, сухопутные войска национальной гвардии — 42 года).
Срок контракта — от четырёх до 65 лет.
Все военнослужащие (как регулярных сил, так и резервных компонентов) начинают службу с прохождения курса начальной боевой подготовки в специальных лагерях (9 недель в СВ, 6 недель в ВВС, 8 недель в ВМС и береговой охране, 12 недель в морской пехоте). После этого военнослужащие регулярных сил проходят специальную подготовку, продолжительность которой зависит от осваиваемой военной специальности, и направляются для дальнейшего прохождения службы в войска и силы.
Военнослужащие резервных компонентов после курса начальной боевой подготовки привлекается на занятия два выходных в месяц и две недели в году. При необходимости военнослужащие резервных компонентов призываются на действительную службу.

### Россия
В Русском царстве военная служба была добровольной (см. «Охочие люди») и её сроки не были установлены законодательно. Военная служба, у древнерусских князей, отправлялась вольными слугами, которые награждались князьями кормлениями.
Английский поэт и дипломат Джайлс Флетчер в своей книге «Of the Russe Common Wealth» («О Русской Державе») писал: «Русские воины носят имя сынов боярских или сынов благородных. Это их звание по военным обязанностям. В России считается благородным каждый воин и таким образом сын джентльмена (который рождается воином) всегда сам джентльмен и солдат. Он не делает ничего иного, кроме дел военных. Когда он возмужает и способен владеть оружием, он является в управление — „Разряд“ или к главному местному административному начальнику. Тот его записывает и назначает в какую-либо часть страны, преимущественно туда же, где был его отец».
Петром Первым (Великим) создана регулярная армия и флот по новому праву — с рекрутскими наборами (первый — 1699 год) и обязательной бессрочной (пожизненной) военной службой.
Срочная служба сроком в 25 лет установлена в Российской империи:
- с 1732 года — для офицеров (унтер-, обер- и штаб-);
- с 1793 года — для нижних чинов.

Позднее продолжительность срочной военной службы в Российской империи для рядовых военнослужащих несколько раз уменьшалась.
Лучше всех прочих живётся офицерам ландмилиции, ибо поскольку русское дворянство не испытывает особенной склонности к военному делу и менее всего — к службе в Петербурге или других местах, где всё дорого и где проедаешь своё состояние, то те, кого не снедает честолюбие, стараются попасть в ландмилицию, где не приходится нести больших расходов и можно, когда двор о них почти позабудет, скорее получить отставку. Вообще надобно сказать, что в России военная служба не является доходной: офицер не имеет касательства к обмундированию, отпускам, вербовочным деньгам и т. д., и ему остается довольствоваться определённым по штату жалованьем. Говорят, правда, что некоторые выгоды есть у кирасир, их офицеры имеют преимущество перед офицерами всех других полевых полков.К. Р. Берк, путевые заметки
Введение всеобщей воинской повинности в 1874 году вместо рекрутского набора и сокращение сроков службы. По новому закону, призываются все молодые люди, достигшие 20 лет, но правительство каждый год определяет необходимое число новобранцев, и по жребию берёт из призывников только это число, хотя обычно на службу призывалось не более 20 — 25 % призывников. Призыву не подлежали единственный сын у родителей, единственный кормилец в семье, а также если старший брат призывника отбывает или отбыл службу. Взятые на службу числятся в ней: в сухопутных войсках 15 лет — 6 лет в строю и 9 лет в запасе, во флоте — 7 лет действительной службы и 3 года в запасе. Для получивших начальное образование срок действительной службы сокращается до 4-х лет, окончивших городскую школу — до 3-х лет, гимназию — до полутора лет, а имевших высшее образование — до полугода.
Законом 26 апреля 1906 года сокращен срок действительной военной службы в пехоте и пешей артиллерии до 3-х лет, а в прочих родах оружия — до 4-х лет; ввиду выяснившейся на войне непригодности запасных старших возрастов для полевых действий введено разделение запаса на два разряда с тем, чтобы нижние чины запаса младших возрастов назначались на укомплектование полевых войск, а запасные старших возрастов — по возможности, на укомплектование резервных войск и тыловых учреждений.
Нижние чины, выслужившие установленный срок действительной военной службы, зачислялись в запас I разряда на 7 лет, а затем перечислялись в запас II разряда: служившие на действительной военной службе три года — на 8 лет, а прочие — на 6 лет. Состояние в запасе (служба в запасе) ограничивается достижением 39-летнего возраста.

#### Советский период
Первоначально Красная Армия и Флот формировалась на добровольческих началах, все в них служили добровольно, но вскоре, в условиях разраставшейся Гражданской войны, советское правительство перешло к обязательному виду службы, организовав наборы в их ряды.

Всеобщая воинская обязанность была закреплена в первой советской конституции 1918 года, статья 19-я которой гласила:
В целях всемерной охраны завоеваний Великой Рабоче-Крестьянской Революции Российская Социалистическая Федеративная Советская Республика признаёт обязанность всех граждан Республики на защиту социалистического Отечества и устанавливает всеобщую воинскую обязанность. Почётное право защищать революцию с оружием в руках предоставляется только трудящимся; на нетрудовые же элементы возлагается отправление иных военных обязанностей.
1 сентября 1939 года был принят Закон Союза ССР «О всеобщей воинской обязанности», по которому все годные по состоянию здоровья мужчины должны были служить в РККА три года, на флоте — пять лет (по прежнему закону 1925 года, служили в Союзе не все, так называемые «лишенцы» — лишённые избирательных прав «нетрудовые элементы» — в ВС СССР не служили, а зачислялись в тыловое ополчение).
Военная служба — особый вид государственной службы, заключающийся в выполнении советскими гражданами конституционной воинской обязанности в составе ВС СССР (ст. 63 Конституции СССР). Военная служба являлась наиболее активной формой осуществления гражданами своего конституционного долга защищать социалистическое Отечество (ст. 31 и 62, Конституции СССР), являлась почётной обязанностью и возлагалась только на граждан СССР. Иностранцы и лица без гражданства, проживавшие на территории СССР, воинскую обязанность не несли и на военную службу не зачислялись, тогда как на работу (службу) в гражданские советские организации они могли приниматься с соблюдением установленных законами правил.
На военную службу советские граждане привлекались в обязательном порядке путём призывов (очередных, на учебные сборы и по мобилизации) в соответствии с конституционной обязанностью (ст. 63, Конституции СССР), и в соответствии со ст. 7 Закона о всеобщей воинской обязанности (1967 года) все военнослужащие и военнообязанные принимали военную присягу на верность «своему народу, своей Советской Родине и Советскому правительству». Для военной службы характерно наличие института присваиваемых в установленном ст. 9 Закона о всеобщей воинской обязанности (1967 года) порядке персональных воинских званий, в соответствии с которыми военнослужащие и военнообязанные делились на начальников и подчинённых, старших и младших со всеми вытекающими из этого правовыми последствиями.
В ВС СССР призывалось около 40 % от призывного контингента, состоящего на воинском учёте (приписанного к военкоматам).
Формы прохождения военной службы были установлены в соответствии с принятым в современных условиях принципом строительства ВС на постоянной кадровой основе (сочетание кадровых ВС с наличием запаса военнообязанных военно-обученных граждан). Поэтому согласно Закону о всеобщей воинской обязанности (ст. 5) военная служба делилась на действительную военную службу и службу в запасе, каждая из которых протекала в особых формах.
Действительная военная служба — служба советских граждан в кадрах ВС, в составе соответствующих воинских частей, экипажей военных кораблей, а также учреждений, заведений и других военных организаций. Лица, зачисленные на действительную военную службу, именовались военнослужащими, они вступали с государством в военно-служебные отношения, назначались на такие предусмотренные штатами должности, для которых требовалась определённая военная или специальная подготовка.
В соответствии с организационной структурой ВС, различием в характере и объёме служебной компетенции личного состава государством были приняты и использовались следующие формы действительной военной службы:
- срочная военная служба солдат и матросов, сержантов и старшин
- сверхсрочная военная служба сержантов и старшин
- служба прапорщиков и мичманов
- служба офицерского состава, в том числе офицеров, которые призывались из запаса на срок 2-3 года

В качестве дополнительной формы прохождения действительной военной службы использовалась служба женщин, принимаемых в мирное время в ВС СССР на добровольных началах на должности солдат и матросов, сержантов и старшин.
К формам прохождения военной службы примыкала работа (служба) военных строителей.
Служба в запасе — периодическое несение военной службы гражданами, зачисленными в запас ВС. Лица, состоявшие в запасе, именовались военнообязанными запаса.
Формами прохождения военной службы за время состояния в запасе являлись краткосрочные сборы и переподготовка:
- учебные сборы, имеющие своей целью совершенствование военной и специальной подготовки военнообязанных, поддержание её на уровне современных требований;
- поверочные сборы, имеющие своей целью определить боевую и мобилизационную готовность органов военного управления (ОВУ);

К формированиям по обеспечению обороны и безопасности относились, где проходили военную службу (не все):
- Министерство обороны СССР (МО СССР);
- Министерство внутренних дел СССР (МВД СССР);
- Комитет государственной безопасности СССР (КГБ СССР);

#### В современной России
Военная служба — в России вид особой федеральной государственной службы, представляющей собой профессиональную служебную деятельность граждан на воинских должностях в Вооружённых Силах России, других войсках, воинских (специальных) формированиях и органах, осуществляющих функции по обеспечению обороны и безопасности государства. Граждане, находящиеся на военной службе, являются военнослужащими. Таким гражданам присваиваются воинские звания (см. статья 6, Федерального Закона «О системе государственной службы Российской Федерации» от 27 мая 2003 года). Военную службу граждане могут проходить как на добровольной основе, так и по призыву.
Началом службы для граждан, призванных на военную службу, не пребывавших в запасе, является день убытия из военного комиссариата субъекта Российской Федерации к месту прохождения военной службы по призыву, в соответствии с подпунктом «а» пункта 1 статьи 3 «Положения о порядке прохождения военной службы», утверждённого Указом Президента России от 16 сентября 1999 года № 1237 «Вопросы прохождения военной службы».
Военная служба заключается в повседневном выполнении конкретных воинских обязанностей в Вооруженных Силах Российской Федерации, других войсках, органах внешней разведки и федеральных органах безопасности, других воинских формированиях и органах.
Прохождение военной службы — процесс практического служения государству, в пределах которого военнослужащим осуществляется профессиональная деятельность (исполнение обязанностей) направленная на решение задач безопасности и обороны Российской Федерации.

##### Статус военнослужащего
Статус (правовое положение) военнослужащего определяется Конституцией Российской Федерации, Федеральным законом «О статусе военнослужащих», Федеральным законом «О воинской обязанности и военной службе» от 28 марта 1998 года, другими федеральными конституционными законами и федеральными законами, а также указами Президента Российской Федерации, постановлениями Правительства Российской Федерации, воинскими уставами, другими нормативными правовыми актами.
Статус военнослужащих — совокупность прав, свобод, гарантированных государством, а также обязанностей и ответственности военнослужащих, установленных законодательством.

Объём и реальное содержание прав, свобод, обязанностей и ответственности военнослужащих зависят от многих факторов (обстоятельств), среди которых можно выделить два главных:
- во-первых, военнослужащие обладают гражданством своего государства, и, следовательно, им присущ общий правовой статус личности, включающий в себя общие права и обязанности, принадлежащие всем гражданам;
- во-вторых, военнослужащие выполняют обязанности в сфере обороны и безопасности государства, связанные с необходимостью решения поставленных задач в любых условиях, в том числе с риском для жизни, что обусловливает наличие специального (особого) правового статуса — общих, должностных и специальных прав и обязанностей военнослужащих, конкретизирующих и дополняющих (либо ограничивающих) общие права и обязанности личности.

Последние не должны препятствовать исполнению военнослужащими обязанностей в сфере обороны и безопасности, то есть они должны быть «совмещены» с интересами военного дела или иной области общественных отношений, в которой федеральным законодательством предусмотрено прохождение военной службы в целях реализации функций государства.
Таким образом, права и свободы военнослужащих, их обязанности и ответственность определяются с учетом возможностей их реализации в условиях Вооруженных Сил, других войск, воинских формирований и органов, в которых Федеральным законом «О воинской обязанности и военной службе» предусмотрена военная служба, что может повлечь за собой некоторые ограничения военнослужащих в указанных правах и свободах.

##### Права и обязанности военнослужащих, проходящих военную службу по призыву
Каждый военнослужащий имеет должностные обязанности, которые определяют объём и пределы практического выполнения порученных ему, согласно занимаемой должности, функций и задач.
Эти обязанности определяются воинскими уставами, а также руководствами, наставлениями, положениями, инструкциями или письменными приказами прямых начальников.
Должностные права носят обеспечительный характер, их объём призван создать военнослужащему надлежащие условия для выполнения обязанностей.
В то же время военнослужащие, находящиеся на боевом дежурстве (боевой службе), в суточном и гарнизонном нарядах, а также привлекаемые для ликвидации последствий стихийных бедствий и в других чрезвычайных обстоятельствах, выполняют специальные обязанности, устанавливаемые законодательством и общевоинскими уставами Вооружённых Сил Российской Федерации. Они возникают в связи с возложением на военнослужащего задания, выполнение которого выходит за пределы его должностных обязанностей и носит, как правило, временный характер. Так, военнослужащие, назначенные в состав караула и приступившие к исполнению обязанностей, несут их строго определённое время в соответствии с предназначением караула.
Для исполнения специальных обязанностей военнослужащие наделяются специальными правами, которые определяются законодательными актами и общевоинскими уставами Вооружённых Сил России. Например, в соответствии с Уставом гарнизонной и караульной служб Вооружённых Сил России часовой для исполнения своих специальных обязанностей наделяется правами: применять оружие в случаях, указанных в Уставе; предъявлять требования, определённые его службой, к неопределенному кругу лиц, которые обязаны беспрекословно их выполнять; подчиняться лишь строго определённым лицам — начальнику караула, помощнику начальника караула и своему разводящему, исключая других начальников (в том числе, своего непосредственного и прямых).
Кроме должностных и специальных обязанностей и прав, военнослужащие имеют также общие обязанности, присущие всем военнослужащим независимо от занимаемой должности, а также права, связанные с прохождением военной службы.
К общеслужебным обязанностям военнослужащих также относятся общеслужебные ограничения в форме обязанностей, запрещающих совершать определённую деятельность. Суть их заключается в ограничении конституционных прав и свобод граждан Российской Федерации, что не противоречит Конституции РФ, так как в соответствии со ст. 55 права и свободы человека и гражданина могут быть ограничены федеральным законом только в той мере, в какой это необходимо в целях защиты основ конституционного строя, нравственности, здоровья, прав и законных интересов других лиц, обеспечения обороны страны и безопасности государства.
Ограничение отдельных конституционных прав военнослужащих обусловлено спецификой особого вида федеральной государственной службы в сфере обороны и безопасности государства, необходимостью обеспечения принципа политического нейтралитета военнослужащих, их четкой работы и предотвращения злоупотребления властью.
Права военнослужащих, связанные с прохождением ими военной службы, призваны косвенно обеспечивать эффективность их деятельности путём реализации моральных и материальных стимулов. Под ними часто понимаются льготы, призванные компенсировать военнослужащим обусловленные особенностями военной службы ограничения некоторых прав и свобод. Действительно, с одной стороны, они тесно связаны с отдельными субъективными правами военнослужащих, а с другой — образуют самостоятельное субъективное право военнослужащих на льготы, под которыми понимаются определённые преимущества, предоставляемые гражданам в связи с военной службой, либо полное или частичное освобождение их от некоторых государственных обязанностей.

##### Должности, звания и штат военнослужащих
Став военнослужащим, гражданин включается в сложный организм, который можно представить в виде схемы, состоящей из трёх элементов:
1. занимаемая воинская должность;
2. наличие конкретного воинского звания;
3. соответствующих штату воинской части, органа военного управления, иного военного учреждения или организации.

Под штатом воинской части понимается документ, определяющий состав воинской части, её организационную структуру, численность личного состава, количество вооружения и техники. Он также предусматривает наименование воинской части и её структурных подразделений, должностей личного состава и соответствующих им воинских званий, военно-учётных (учётных) специальностей, размеры должностных окладов (тарифных разрядов) военнослужащих.
Должностью определяется характер выполняемых служебных обязанностей по осуществлению военнослужащим задач и функций соответствующего органа (организации) в сфере обороны и безопасности, обязанности и права, поощрения и ответственность, а также основные требования к его профессиональной подготовке. С понятием воинской должности как основным связаны все другие вопросы, касающиеся военной службы.
Так, комплексом обязанностей, соответствующих им прав и пределов ответственности, юридически закрепленных в различных нормативных правовых актах (должностных инструкциях, положениях об органах управления, общевоинских уставах Вооружённых Сил Российской Федерации, положениях о прохождении воинской службы различных категорий военнослужащих и т. д.), обусловливается содержание военно-служебных отношений, складывающихся, во-первых, между военнослужащим и федеральным органом исполнительной власти, в котором предусмотрена военная служба, в связи с назначением на должность, и, во-вторых, между военнослужащим и другими субъектами военно-служебных отношений в процессе осуществления им своей служебной деятельности (так называемый социальный статус должности).
Таким образом, воинская должность есть учреждённая в установленном порядке первичная структурная единица в государственной военной организации или федеральном органе исполнительной власти, в которых в соответствии с законом предусмотрена военная служба, отражающая содержание и объём должностных полномочий занимающего её лица.
Должностные полномочия представляют собой часть компетенции органа и являются главным элементом правового статуса должности. Если компетенция государственного органа — это система его полномочий, то есть прав и обязанностей, носящих внешне властный характер, то правовой статус должности, являющейся первичной структурной единицей государственного органа или организации, можно рассматривать как совокупность персонифицированных обязанностей и прав по исполняемой должности, связанной с осуществлением государственных функций (применительно к военной службе — в сфере обороны и безопасности).
Каждый военнослужащий имеет должностные обязанности, которые определяют объём и пределы практического выполнения порученных ему, согласно занимаемой должности, функций и задач. Эти обязанности определяются воинскими уставами, а также руководствами, наставлениями, положениями, инструкциями или письменными приказами прямых начальников. Должностные права носят обеспечительный характер, их объём призван создать военнослужащему надлежащие условия для выполнения обязанностей.
Военнослужащий может занимать только одну воинскую должность или иную должность (например, государственного служащего при его прикомандировании в порядке, установленном ст. 44 Закона «О воинской обязанности и военной службе»). Законом допускается временное возложение исполнения обязанностей по воинской должности, которую он не занимает, при этом он освобождается от исполнения обязанностей по занимаемой воинской должности, но от занимаемой воинской должности не освобождается (п. 1 ст. 12 Положения о порядке прохождения военной службы).
Каждой воинской должности (должности) должно соответствовать одно воинское звание, то есть не допускается утверждение перечней воинских должностей и штатов, в которых есть так называемые «вилочные должности» (например, «подполковник-полковник»).
П. 3 статьи 42 Закона устанавливает порядок утверждения воинских должностей.
Президент Российской Федерации утверждает:
- единый перечень воинских должностей, подлежащих замещению высшими офицерами в Вооружённых Силах Российской Федерации, других войсках, воинских формированиях и органах;
- общее количество воинских должностей, подлежащих замещению полковниками, капитанами 1 ранга в Вооружённых Силах Российской Федерации, других войсках, воинских формированиях и органах.

Министр обороны Российской Федерации, руководитель иного федерального органа исполнительной власти, в котором комментируемым Законом предусмотрена военная служба, определяет порядок утверждения Перечня иных воинских должностей.
В указанных перечнях определяются воинские должности, которые могут замещаться военнослужащими женского пола, гражданским персоналом или замещаются на конкурсной основе.
К формированиям по обеспечению обороны и безопасности относятся:
- Вооружённые силы Российской Федерации[7], руководство которыми осуществляет Министерство обороны Российской Федерации (Минобороны России)[8];
- Федеральная служба войск национальной гвардии Российской Федерации;
- Федеральная служба безопасности Российской Федерации (ФСБ России);
  - Пограничная служба Федеральной службы безопасности Российской Федерации
- Федеральная служба охраны Российской Федерации (ФСО России);
  - Служба безопасности Президента Российской Федерации
- Служба внешней разведки Российской Федерации (СВР России);
- Главное управление специальных программ Президента Российской Федерации;
- Министерство Российской федерации по делам гражданской обороны, чрезвычайным ситуациям и ликвидации последствий стихийных бедствий (МЧС России), в том числе воинские подразделения
  - Государственная противопожарная служба;
- Министерство внутренних дел Российской Федерации (МВД России).

Военная служба предусмотрена в Следственном комитете Российской Федерации и прокуратуре Российской Федерации.
До создания Росгвардии военная служба была предусмотрена и в Министерстве внутренних дел Российской Федерации.